# Endless Summer (альбом Beach Boys)
Endless Summer (с англ. — «Бесконечное лето») — альбом-компиляция американской рок-группы The Beach Boys, вышедший в 1974 году на Capitol Records. Альбом занял 1-е место в американском хит-параде, был продан в количестве более миллиона экземпляров и достиг трижды платинового статуса.

## Обзор
Endless Summer вышел в свете волны интереса к рок-н-роллу 1950-х годов, вызванной фильмом «Американские граффити», действие которого происходит в начале 1960-х годов. Фильм включал две песни The Beach Boys. Capitol Records, с которыми ансамбль перестал сотрудничать в 1969 году, решили выпустить сборник «пляжных» хитов первой половины 1960-х годов. При этом, в альбом были включены несколько другие версии песен «Be True to Your School», «Help Me Rhonda» и «Fun, Fun, Fun», которые отличались от вариантов, выпущенных на синглах. Название сборника было придумано Майком Лавом. По радио и телевидению была проведена масштабная маркетинговая кампания. В итоге, Endless Summer ожидал большой успех: это второй и последний на сегодня в истории группы альбом, занявший 1-е место в США (другим альбомом был Beach Boys Concert 1964 года). Непредвиденная популярность альбома вернула The Beach Boys внимание широкой массы любителей музыки, чем участники группы решили воспользоваться и отправились в гастроли по стране. По следам успеха концепции Endless Summer Capitol Records выпустили ещё два подобных двойных сборника: Spirit of America (1975) и Sunshine Dream (1982).

## Список композиций
| №  | Название                | Автор(ы)                 | Длительность |
| -- | ----------------------- | ------------------------ | ------------ |
| 1. | «Surfin’ Safari»        | Брайан Уилсон / Майк Лав | 2:05         |
| 2. | «Surfer Girl»           | Б. Уилсон                | 2:26         |
| 3. | «Catch a Wave»          | Б. Уилсон / М. Лав       | 2:07         |
| 4. | «The Warmth of the Sun» | Б. Уилсон / М. Лав       | 2:51         |
| 5. | «Surfin’ USA»           | Чак Берри / Б. Уилсон    | 2:27         |

| №  | Название                                 | Автор(ы)                    | Длительность |
| -- | ---------------------------------------- | --------------------------- | ------------ |
| 1. | «Be True to Your School» (Album Version) | Б. Уилсон / М. Лав          | 2:07         |
| 2. | «Little Deuce Coupe»                     | Б. Уилсон / Роджер Кристиан | 1:38         |
| 3. | «In My Room»                             | Б. Уилсон / Гэри Ашер       | 2:11         |
| 4. | «Shut Down»                              | Б. Уилсон / Р. Кристиан     | 1:49         |
| 5. | «Fun, Fun, Fun» (Album Version)          | Б. Уилсон / М. Лав          | 2:16         |

| №  | Название             | Автор(ы)                | Длительность |
| -- | -------------------- | ----------------------- | ------------ |
| 1. | «I Get Around»       | Б. Уилсон / М. Лав      | 2:12         |
| 2. | «Girls on the Beach» | Б. Уилсон / М. Лав      | 2:24         |
| 3. | «Wendy»              | Б. Уилсон / М. Лав      | 2:16         |
| 4. | «Let Him Run Wild»   | Б. Уилсон / М. Лав      | 2:20         |
| 5. | «Don’t Worry Baby»   | Б. Уилсон / Р. Кристиан | 2:47         |

| №  | Название                          | Автор(ы)           | Длительность |
| -- | --------------------------------- | ------------------ | ------------ |
| 1. | «California Girls»                | Б. Уилсон / М. Лав | 2:38         |
| 2. | «Girl Don’t Tell Me»              | Б. Уилсон / М. Лав | 2:19         |
| 3. | «Help Me, Rhonda» (Album Version) | Б. Уилсон / М. Лав | 3:08         |
| 4. | «You’re So Good to Me»            | Б. Уилсон / М. Лав | 2:14         |
| 5. | «All Summer Long»                 | Б. Уилсон / М. Лав | 2:06         |

В отличие от США, в Великобритании альбом вышел на одном диске (по десять песен на каждой стороне). В 1980-е годы альбом был переиздан на одиночном компакт-диске и включал дополнительную песню — «Good Vibrations».

## Альбомные синглы
- Surfin’ USA / The Warmth of the Sun (Capitol; июль 1974; #36)

## Позиции в хит-парадах
Годовые чарты:
| Чарт (1974)           | Позиция |
| --------------------- | ------- |
| Канада (RPM Year-End) | 14      |